# Индрикотерии

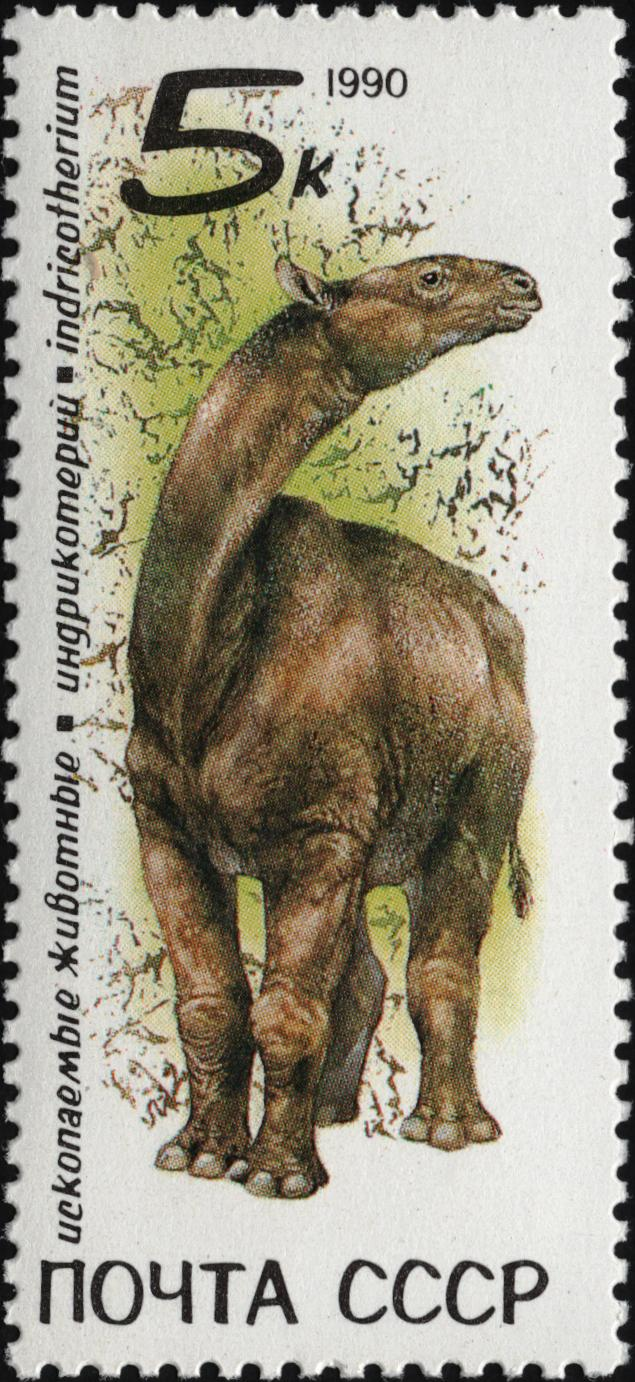
На марке СССР

Индрикоте́рии (лат. Indricotherium, от индрик — сказочный зверь в русских легендах и др.-греч. θηρίον — животное) — род вымерших млекопитающих семейства гиракодонтовых, живший 30—20 млн лет назад, в среднем олигоцене — нижнем миоцене. Останки индрикотериев обнаружены во многих районах Азии. Родственен аралотерию, найденному в более поздних отложениях Казахстана в районе Аральского моря и белуджитерию из олигоцена Монголии. Эти носороги отличаются от других коротким туловищем на длинных и прямых трёхпалых ногах с сильно утолщённым средним пальцем, и небольшой головой на очень длинной шее; рога отсутствовали; передняя часть тела была выше задней. Индрикотерий и белуджитерий — самые высокие (достигали 4,8 метров в холке) и самые тяжёлые (до 24 тонн) из когда-либо существовавших сухопутных млекопитающих. 
Питались листьями и ветвями кустарников и деревьев, а также травой. Среди них встречаются представители, обитавшие как во влажных лесах, болотах, так и в сухих полупустынных и пустынных областях.
Вымирание индрикотериев, возможно, было связано с пищевой конкуренцией с более специализированными видами крупных травоядных, появившимися позднее. Коротконогие носороги эффективнее выедали низкую травянистую растительность, а жирафы и хоботные — ветки деревьев.

## Таксономия
Таксономия рода Indricotherium ещё не устоялась, хотя виды этого рода являются общепризнанными. Впервые Клайв Форстер-Купер описал вид рода Paraceratherium в 1911 году. В 1913 году он же описал Baluchitherium. Род Indricotherium был описан А. А. Борисяком в 1915 году.
Считается, что все три рода Paraceratherium, Baluchitherium и Indricotherium являются синонимами (Lucas & Sorbus (1989).) и, таким образом, взаимозаменяемы, хотя есть мнение, что Indricotherium и Paraceratherium, возможно, представляют собой различные роды. В любом случае, животные, описанные под этими названиями, сходны по размерам и форме.
Indricotherium transouralicum (Pavlova, 1922) — самый распространённый и наиболее изученный вид, известный со среднего до позднего олигоцена. Обитал на территории современных Казахстана, Монголии, Внутренней Монголии и северного Китая.
Paraceratherium orgosensis (Chiu, 1973) — самый крупный представитель индрикотериев. Обнаружен в Синьцзян-Уйгурском районе на северо-западе Китая. Отдельные окаменелости, описанные как Dzungariotherium orgosensis (Chiu, 1973), Dzungariotherium turfanensis (Xu и Wang, 1978) и Paraceratherium lipidus (Xu и Wang, 1978) являются, скорее всего, тем же видом.
Paraceratherium zhajremensis (Osborn, 1923) — индрикотерий среднего и позднего олигоцена из Индии.
Indricotherium prohorovi (Borissiak, 1939) — индрикотерий среднего и позднего миоцена из восточного Казахстана.
Paraceratherium bugtiense (Pilgrim, 1908) из среднего миоцена из Пакистана является родообразующим видом. Более позднее синонимичное название — Baluchitherium osborni (Forster Cooper, 1913). Был найден в Читарватском пласте в Белуджистане.
Paraceratherium linxiaense (Tao Deng, 2021) — обнаружен в позднеолигоценовых отложениях (26,5 млн. лет) в Линься-Хуэйском автономном округе провинции Ганьсу на северо-восточной границе Тибетского нагорья. При росте в 7 метров (4,8 метра в холке) и массе в 24 тонны на момент описания считается крупнейшим из наземных млекопитающих.

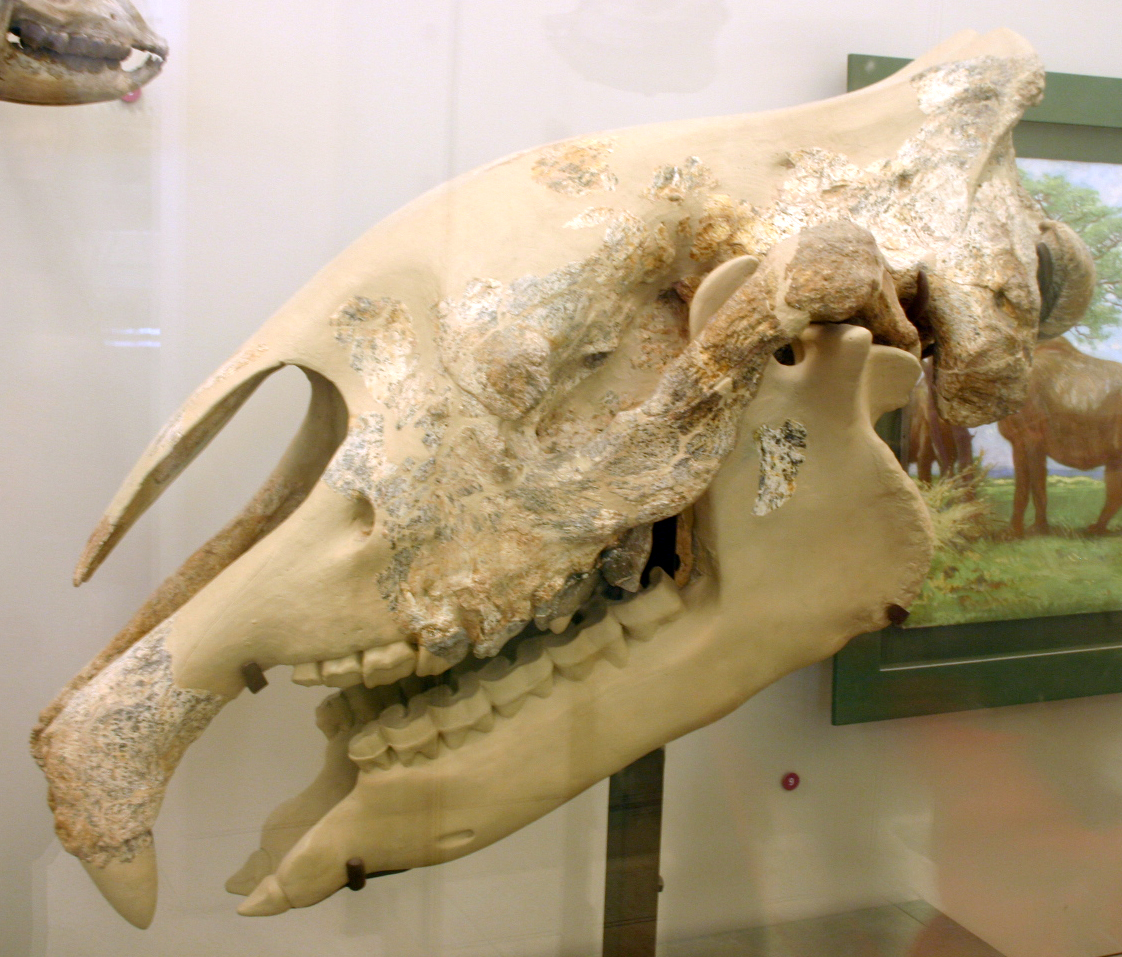
Череп Indricotherium transouralicum
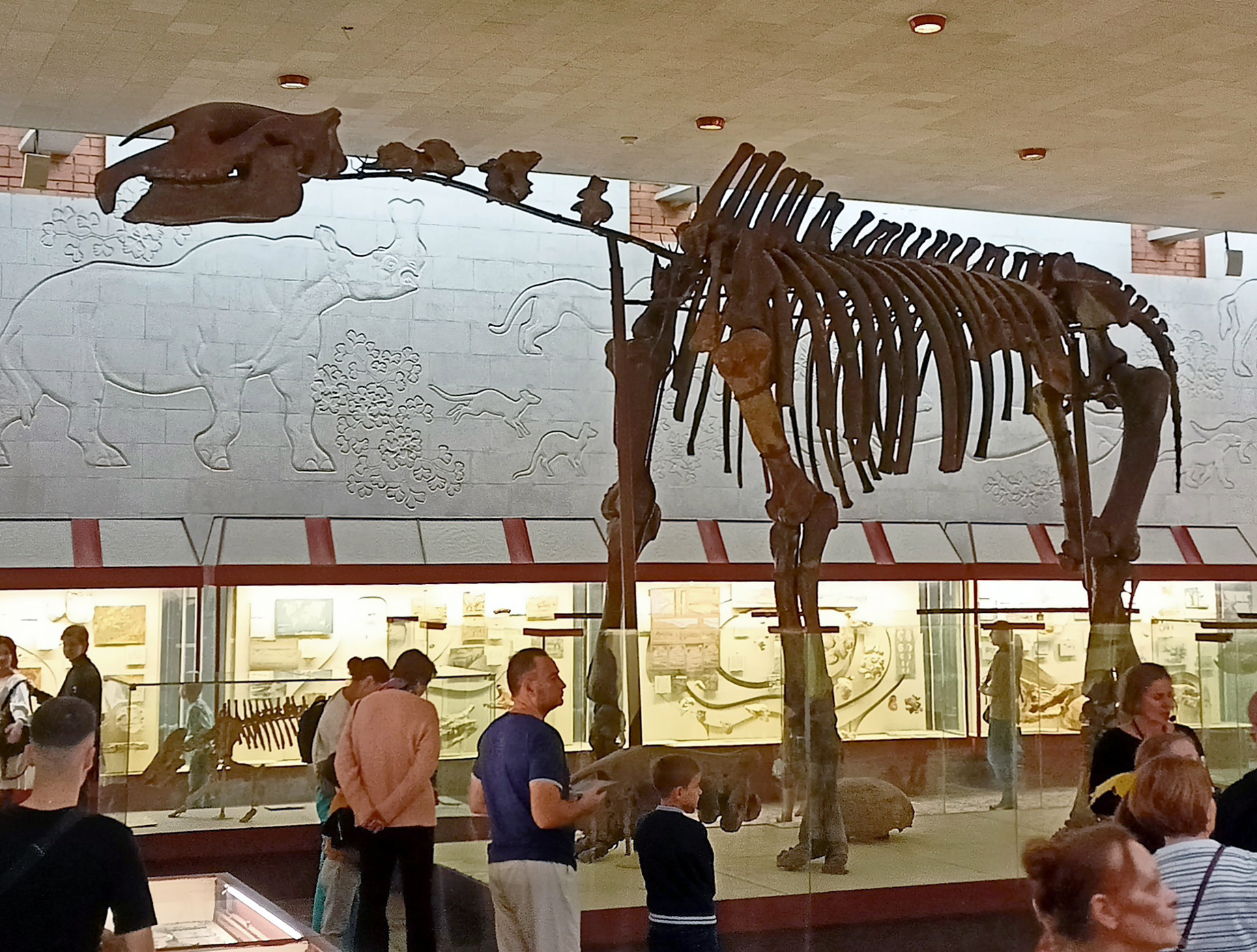
Скелет индрикотерия в Палеонтологическом музее имени Ю. А. Орлова
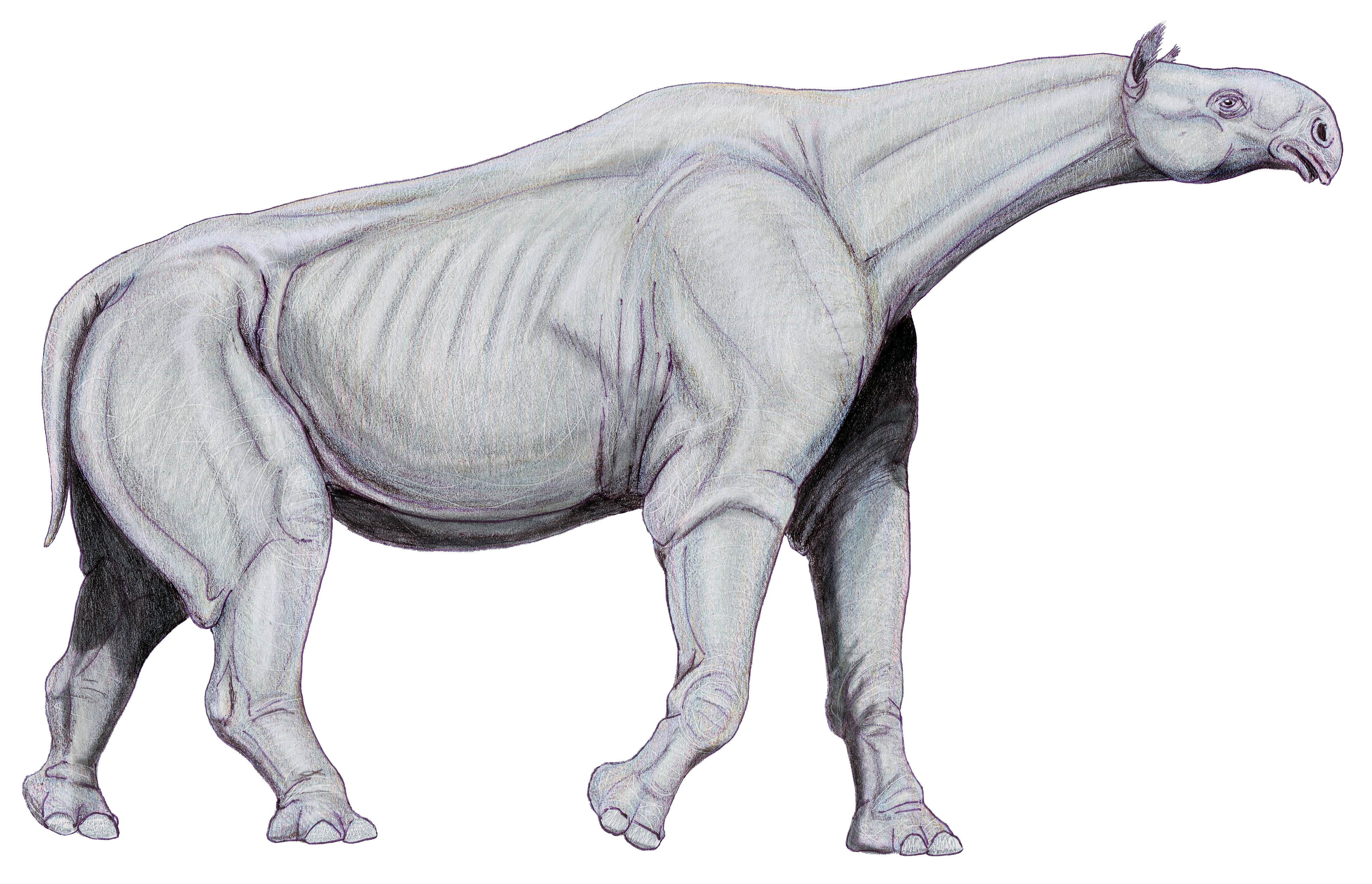
Рисунок, основанный на скелетной реконструкции

## В культуре
- Индрикотерий упоминается в книге В. А. Обручева «Плутония»;
- Третья серия британского научно-популярного сериала «Прогулки с чудовищами» посвящена первым годам жизни индрикотерия;
- Облик шагающих AT-AT, боевых машин Империи из киносаги «Звёздные войны», был навеян обликом и биомеханикой парацератерия[10].
- Упоминается в песне "Созвездие Яйца" группы "Гражданская оборона" (автор Константин Рябинов): "...Падаль окостеневших гиен, околевших гиен / Отравившихся мясом слона / Доисторического слона индрикотерия..."